# Coppa Intercontinentale 1964
La Coppa Intercontinentale 1964 è stata la quinta edizione del trofeo riservato alle squadre vincitrici della Coppa dei Campioni e della Coppa Libertadores.

## Avvenimenti
Nell'andata ad Avellaneda le due squadre si affrontano alla pari, fino al grave infortunio del terzino Rolan, che al 33º del primo tempo subisce una frattura del perone. Non sono previste sostituzioni, in suo luogo retrocede Savoy. Dopo 12' della ripresa, il gol dell'Independiente: su una deviazione di testa di Rodríguez, Sarti manca la facile presa e si fa rotolare alle spalle il pallone. Gli uomini di Herrera subiscono il contraccolpo e da quel momento accade ben poco. La difesa nerazzurra regge senza patemi l'urto avversario, ma i rilanci non sono mai molto efficaci.

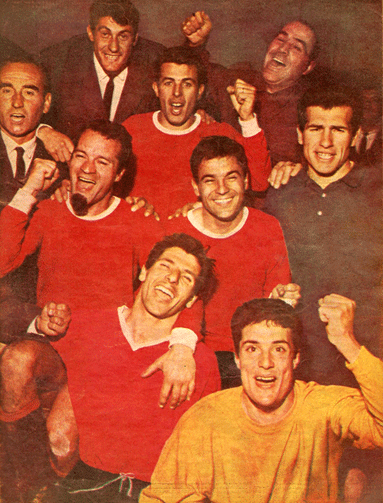
La festa dei sudamericani dopo la vittoria della gara d'andata di Avellaneda

Il ritorno a Milano è di tutt'altro tenore. Dopo 7', Mazzola con un tiro dai sedici metri porta in vantaggio i nerazzurri, che raddoppiano dopo la mezz'ora grazie a una bella azione di Malatrasi, il cui cross viene deviato in rete di testa da Corso. Poi i nerazzurri si limitano a gestire il risultato, fallendo con Milani e Jair alcune clamorose conclusioni, contro una squadra impostata per non subire gol e dunque in difficoltà nel creare gioco offensivo. Una prodezza di Sarti devia di piede un tiro potente dell'attaccante Suarez e l'espulsione del difensore Ferreiro fanno rimandare tutto allo spareggio.
L'alternanza quest'anno prevede l'incontro in Europa, a Madrid. Inoltre il regolamento prevede, in caso di parità, i supplementari, al termine dei quali un'ulteriore parità favorirebbe l'Inter che ha segnato un gol in più, il che impone agli argentini uno schieramento più offensivo. Sono passati tre giorni, Herrera deve rinunciare a Mazzola, in precarie condizioni fisiche, che sostituisce con Peiró; fuori anche l'infortunato Burgnich, con Malatrasi terzino e ritorno di Tagnin in mediana.

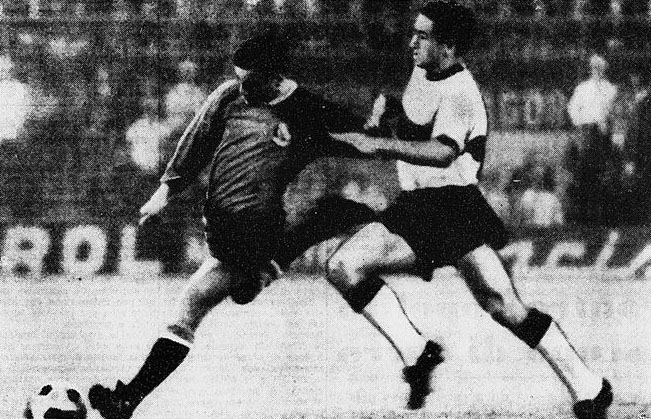
L'argentino Mura e l'italiano Malatrasi in azione nella finale di ritorno di Milano

L'Inter è protagonista di una grande prestazione al Bernabéu, sotto la pioggia e contro un avversario superiore sul piano fisico. Il pubblico parteggia per gli argentini (l'Inter mesi prima aveva battuto in finale di Coppa dei Campioni proprio il Real Madrid), che vanno all'attacco ma con poco giudizio, lasciando anzi spesso l'iniziativa ai nerazzurri. Nel secondo tempo è assalto a pieno organico, che costringe Suárez ad arretrare il proprio raggio d'azione, mentre il solo Corso riesce a tratti a tenere in piedi la squadra. A 5' dalla fine Bernao fa centro, ma l'arbitro annulla per fuorigioco. Finisce in parità e si va ai supplementari, dove l'azione del gol premia la superiorità nerazzurra: una centrata lunga di Milani viene tenuta in campo da Peiró che offre a Corso il pallone per la rete del definitivo 1-0 che consegna la coppa ai nerazzurri.
Nel 2017, la FIFA ha equiparato i titoli della Coppa del mondo per club e della Coppa Intercontinentale, riconoscendo a posteriori anche i vincitori dell'Intercontinentale come detentori del titolo ufficiale di "campione del mondo FIFA", inizialmente attribuito soltanto ai vincitori della Coppa del mondo per club.

## Tabellini

### Andata
| Arbitro: | Marques |

|                                                                                       |            |                                                                                 |
| Rodríguez 59’                                                                         | Marcatori  |                                                                                 |
| Santoro Guzmán Rolan Ferreiro Acevedo Maldonado Bernao Mura Prospitti Rodríguez Savoy | Formazioni | Sarti Burgnich Facchetti Tagnin Guarneri Picchi Jair Mazzola Peiró Suárez Corso |
| Giúdice                                                                               | Allenatori | Herrera                                                                         |

### Ritorno
| Arbitro: | Gere |

|                                                                                     |            |                                                                                           |
| Mazzola 8’ Corso 39’                                                                | Marcatori  |                                                                                           |
| Sarti Burgnich Facchetti Malatrasi Guarneri Picchi Jair Mazzola Milani Suárez Corso | Formazioni | · Santoro Ferreiro Decaría Acevedo Paflik Maldonado Suárez Mura Prospitti Rodríguez Savoy |
| Herrera                                                                             | Allenatori | Giúdice                                                                                   |

### Spareggio
| Arbitro: | Ortiz de Mendibil |

|                                                                                         |            |                                                                                       |
|                                                                                         | Marcatori  | Corso 110’                                                                            |
| Santoro Guzmán Decaría Paflik Acevedo Maldonado Bernao Prospitti Suárez Rodríguez Savoy | Formazioni | Sarti Malatrasi Facchetti Tagnin Guarneri Picchi Domenghini Peiró Milani Suárez Corso |
| Giúdice                                                                                 | Allenatori | Herrera                                                                               |